# 介在ニューロン
介在ニューロン（かいざいニューロン、英: interneuron, internuncial neuron, intermediate neuron）は、2つの脳領域を接続するニューロン（神経細胞）である。すなわち運動ニューロンや感覚ニューロンとは異なる。

## 概要
介在ニューロンは神経回路の集合点であり、感覚ニューロンまたは運動ニューロンと中枢神経系（CNS） との間の伝達を可能にする。成体哺乳類の脳では、反射、神経振動、神経新生において重要な役割を果たしている。
介在ニューロンは、局所介在ニューロン（local interneuron）と中継介在ニューロン（relay interneuron）の2つのグループに分けることができる。局所介在ニューロンの軸索は短く、近くのニューロンと回路を形成して小さな情報の断片を分析する。
中継介在ニューロンの軸索は長く、脳のある領域のニューロンの回路を他の領域のニューロンの回路と接続する。しかし、一般に介在ニューロンは、主に脳の局所領域で機能していると考えられている。介在ニューロン間の相互作用により、脳は学習や意思決定などの複雑な機能を実行することができる。

## 構造
大脳新皮質 (人間の脳の約80%を占める) では、ニューロンの約20-30%が介在ニューロンである。ニューロンの分子的多様性の研究は、遺伝子発現を解析するために異なる時期に生まれた細胞集団を分離できないことによって妨げられている。同世代の介在ニューロンを同定するために有効な手段はニューロンの発生時期を調べることで、これを実現するには EdU などのヌクレオシドアナログで標識する方法がある。
2008年、ペティラ用語（Petilla terminology）と呼ばれるGABA作動性大脳皮質介在ニューロンの特徴の命名法が提案された。

### 脊髄

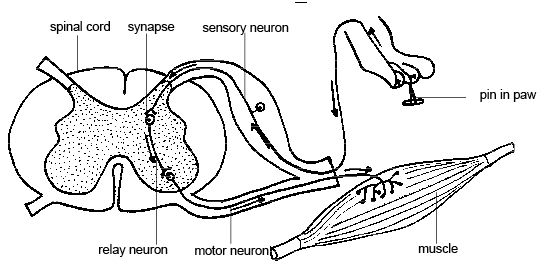
脊髄介在ニューロン(中継介在ニューロン) は、反射弓の一部を形成する。

- Ia抑制性介在ニューロン (en:英語版) ： 第VII層に存在する。拮抗筋運動ニューロンを抑制する役割がある。1a筋紡錘求心性ニューロンが1a抑制性ニューロンを活性化する。
- Ib抑制性介在ニューロン (en:英語版) ： 第V、VI、VII層に存在する。求心性またはゴルジ腱器官がこれを活性化する。

### 皮質
- パルブアルブミン発現介在ニューロン
- CCK発現介在ニューロン
- VIP発現介在ニューロン
- SOM発現介在ニューロン[11]

### 小脳
- 分子層（籠細胞、星状細胞（英語版））
- ゴルジ細胞
- 顆粒細胞
- ルガロ細胞（英語版）
- 単極性刷毛細胞（英語版）

### 線条体
- パルブアルブミン発現介在ニューロン[12]
- コリン作動性介在ニューロン[13][14]
- チロシンヒドロキシラーゼ発現介在ニューロン[15]
- カルレチニン（英語版）発現介在ニューロン[16]
- 一酸化窒素合成酵素発現介在ニューロン[16]

## 機能
中枢神経系（CNS）の介在ニューロンは主に抑制性であり、神経伝達物質にGABAやグリシンを使用する。ただし、CNSには、アセチルコリンのような神経調節物質を放出する介在ニューロン、同様にグルタミン酸を用いる興奮性介在ニューロンも存在する。介在ニューロンの主な機能は、神経回路を提供し、感覚ニューロンと運動ニューロンの間で信号または情報の流れを伝達することである。

## 参照項目
- 神経回路（英語版）
- 脊髄介在ニューロン（英語版）